# Giuseppe Beghetto
Giuseppe Angiolino Beghetto (ur. 8 października 1939 w Tombolo) – włoski kolarz torowy i szosowy, mistrz olimpijski oraz sześciokrotny medalista torowych mistrzostw świata.

## Kariera
Pierwszy sukces w karierze Giuseppe Beghetto osiągnął w 1958 roku, kiedy został mistrzem kraju w wyścigu na 1 km. Dwa lata później wystąpił na igrzyskach olimpijskich w Rzymie, gdzie wspólnie z Sergio Bianchetto zdobył złoty medal w wyścigu tandemów. W 1961 roku zdobył srebrny medal w sprincie indywidualnym amatorów na torowych mistrzostwach świata w Zurychu, wynik ten powtórzył podczas rozgrywanych rok później mistrzostw świata w Mediolanie. Od 1964 roku startował jako zawodowiec i już w 1965 roku zdobył złoto w sprincie indywidualnym na mistrzostwach świata w San Sebastián. W swej koronnej konkurencji zdobył jeszcze trzy medale: złote na MŚ we Frankfurcie (1966) oraz MŚ w Rzymie (1968) oraz srebrny podczas MŚ w Amsterdamie (1967), gdzie wyprzedził go jedynie Belg Patrick Sercu. Startował także w wyścigach szosowych, ale bez większych sukcesów.